# Droga krajowa SS37 (Włochy)
Droga krajowa SS37 (wł. Strada Statale 37 del Maloja) – droga krajowa w północnych Włoszech. Jedno-jezdniowa arteria łączy miasteczko Chiavenna z przejściem granicznym ze Szwajcarią w miejscowości Castasegna. Droga jest częścią trasy prowadzącej na Przełęcz Maloja.